# Christophstal
Christophstal ist ein tief eingeschnittenes Tal im Nordschwarzwald und ein Stadtteil von Freudenstadt im baden-württembergischen Landkreis Freudenstadt. Es liegt südlich der Innenstadt und wird vom Forbach, einem Nebenfluss der Murg, durchflossen. Das Tal ist ein historisch bedeutendes Zentrum der frühneuzeitlichen Industrie im Schwarzwald und heute ein Landschafts- und Kulturraum mit musealem, touristischem und naturschutzfachlichem Schwerpunkt.

## Geographie
Das Christophstal liegt auf rund 650 bis 730 Meter über dem Meeresspiegel und erstreckt sich entlang des Forbachs, der das Tal in Nord-Süd-Richtung durchzieht. Die steilen Talflanken sind größtenteils bewaldet und durch Felsen, Schluchten und Terrassen geprägt. Das Tal wird vom Schwarzwaldhochplateau im Norden und den Höhen des Kniebis im Süden eingerahmt. Es ist klimatisch eher kühl und waldreich mit hoher Luftfeuchtigkeit.

## Geschichte

### Frühindustrialisierung
Das Christophstal wurde Ende des 16. Jahrhunderts unter Herzog Friedrich I. von Württemberg systematisch zur Industrieansiedlung erschlossen. Ab 1599 entstanden ein Hochofen, Hammerwerke, Gießereien und Werkstätten. Die Anlage war eine der modernsten Eisenhütten ihrer Zeit im südwestdeutschen Raum. 
Besonders genutzt wurde die Wasserkraft des Forbachs zur Energiegewinnung für Hammerschmieden, Schleifwerke und Sägewerke. Zahlreiche Weiher, Mühlgräben und hölzerne Wasserrinnen wurden gebaut, um Energie umzuleiten und zu speichern. 

### Soziale und wirtschaftliche Entwicklung
Im 17. und 18. Jahrhundert siedelten sich zunehmend Facharbeiter, Schmelzmeister und Fuhrleute im Tal an. Die Bevölkerung lebte vom Bergbau, Eisenhandel, Holzeinschlag und Nebengewerben wie Köhlerei und Harzgewinnung. Auch die Forstwirtschaft war ein bedeutender Wirtschaftszweig. Einfache Arbeiterhäuser, ein Verwaltungssitz und Lagergebäude prägten das Ortsbild.
Im 19. Jahrhundert geriet das Christophstal wirtschaftlich unter Druck, da leistungsfähigere Standorte im Oberrheingebiet entstanden. 1874 wurde das Hüttenwerk geschlossen. Spätere Betriebe nutzten noch kleinere Werkstätten oder das Wasserkraftwerk. Die Zahl der Bewohner sank, das Tal blieb jedoch dauerhaft besiedelt.

## Industriekultur
Das Christophstal gilt heute als eines der besterhaltenen industriekulturellen Täler im ländlichen Raum Baden-Württembergs. Zu den erhaltenen Anlagen zählen:
- Fundamente der Hochöfen und Hämmer,
- historische Wasserkanäle und -rinnen,
- das „Kleine Wasserkraftwerk Christophstal“ (erbaut 1903), das heute noch Strom produziert,
- Wohn- und Verwaltungsbauten der Eisenhütte,
- ein historischer Werkplatz mit archäologischen Schichten.

Ein ausgeschilderter Industrielehrpfad bietet Informationen zur Technik- und Wirtschaftsgeschichte, ergänzt durch QR-Codes und Infotafeln. Seit 2018 ist das Tal Bestandteil des landesweiten Netzwerks „Industriekultur im ländlichen Raum“.

## Gartenschau Freudenstadt 2025
Im Rahmen der Gartenschau Freudenstadt/Baiersbronn 2025 wurde das Christophstal als verbindendes Element zwischen Stadt und Naturlandschaft aufgewertet. Geplant sind u. a.:
- barrierefreie Wege entlang des Forbachs,
- interaktive Stationen zur Industrie- und Technikgeschichte,
- Renaturierung und ökologische Aufwertung der Flussaue,
- neue Brücken, Aussichtspunkte und Ruheplätze,
- Eingliederung in städtische Freiraumkonzepte.

Die Gartenschau versteht das Christophstal als Schnittstelle zwischen Vergangenheit, Gegenwart und Zukunft: als Ort der nachhaltigen Stadtentwicklung, Umweltbildung und kulturellen Identität.

## Gegenwart
Das Christophstal wird heute vielfältig genutzt. Neben Erholung und Tourismus gibt es Bildungsangebote zu Technikgeschichte, Umwelt und Energie. Die Hochschule für Forstwirtschaft Rottenburg führt regelmäßig Exkursionen durch. Energiepolitisch ist das Tal wegen seiner noch aktiven Kleinwasserkraftwerke von Bedeutung. 
Wander- und Radwege, darunter zertifizierte Strecken des Schwarzwaldvereins, erschließen das Tal. Die Nähe zur Innenstadt von Freudenstadt macht das Christophstal zu einem beliebten Naherholungsraum. Naturführungen, Events zur Industriekultur und Open-Air-Formate ergänzen das Angebot.

## Flora und Fauna
Das Tal weist eine hohe Biodiversität auf. Entlang des Forbachs finden sich seltene Amphibienarten, u. a. Feuersalamander, sowie Vögel wie Wasseramsel und Eisvogel. Die naturnahen Wälder mit alten Buchen und Fichtenbeständen sind Lebensraum für Fledermäuse und Spechte. Zahlreiche Kräuter, Moose und Farne besiedeln die feuchten Hanglagen.